# Gampong Baro (Teunom)
Gampong Baro is een bestuurslaag in het regentschap Aceh Jaya van de provincie Atjeh, Indonesië. Gampong Baro telt 287 inwoners (volkstelling 2010).